# Rivière du Caribou (Lac-Normand)
Pour les articles homonymes, voir Caribou (homonymie).
La rivière du Caribou est un affluent de la rive est de la rivière Saint-Maurice, coulant dans le territoire non organisé du Lac-Normand, dans la municipalité régionale de comté (MRC) Mékinac, dans la région administrative de la Mauricie, au Québec, au Canada.
Débutant en zone de marais, la rivière du Caribou coule dans une petite vallée qui se creuse progressivement en se dirigeant vers la rivière Saint-Maurice. Son cours se situe entièrement en zone forestière.

## Géographie
La rivière du Caribou prend sa source à l'embouchure du lac du Caribou (longueur : 3,0 km ; altitude : 231 m). Ce lac de tête qui chevauche le territoire de l'ancienne seigneurie de Batiscan et le canton de Mékinac, est surtout alimenté par le ruisseau Michelin (venant du nord).
À partir de l'embouchure du lac du Caribou, la rivière du Caribou coule sur 6,8 km, selon les segments suivants :
- 0,7 km vers le nord, en traversant un petit lac de haut-fond ;
- 4,2 km vers l'ouest, jusqu'à un ruisseau (venant du nord) ;
- 1,9 km vers le sud en coupant la route 155 qui longe la rive est de la rivière Saint-Maurice, jusqu'à la confluence de la rivière[2].

La rivière du Caribou se déverse sur la rive est de la rivière Saint-Maurice au nord de Saint-Roch-de-Mékinac. Cette confluence est située à :
- 4,6 km en amont de la confluence de la rivière Matawin (venant de l'ouest) ;
- 20,9 km en amont de la confluence de la rivière Mékinac (venant du nord-est).

## Toponymie
Le toponyme rivière du Caribou a été officialisé le 5 décembre 1968 à la Commission de toponymie du Québec.